# Luis Negreiros Criado
Luis Alberto Negreiros Criado (Lima, 18 de diciembre de 1940) es un sociólogo, sindicalista y político peruano. Dirigente del Partido Aprista Peruano, fue congresista de la república en 2 periodos y diputado desde 1980 hasta 1992. También ejerció como presidente de la Cámara de Diputados en 1985 y como miembro de la Asamblea Constituyente de 1978.

## Biografía
Nació en la ciudad de Lima, el 18 de diciembre de 1940. Es hijo del líder sindical aprista Luis Negreiros Vega y de Juana Criado Morales. Su padre fue acribillado a balazos por agentes de la policía política, en plena vía pública durante la dictadura del general Manuel A. Odría el 23 de marzo de 1950.
Ante la muerte de su padre, Negreiros se dedicó como sindicalista desde muy joven siendo uno de los principales dirigentes sindicales del Perú. A lo largo de su vida ha desempeñado numerosos cargos gremiales, entre ellos en la Confederación de Trabajadores del Perú (CTP). Desde 1961 hasta 1993, aun cuando ejerció cargos públicos, se especializó como trabajador portuario en Callao. Siguiendo la tradición paterna, destacó como líder sindical. Desde 1995 hasta el 2001 fue secretario de Relaciones Exteriores de la Federación Marítima Portuaria.
En el año 1967, Negreiros ingresó a la Universidad Nacional Federico Villarreal donde estudió la carrera de Sociología.

## Carrera política
Debido a su vínculo familiar con el Partido Aprista Peruano, Luis Negreiros se inició en el ámbito político a los 16 años de edad y ejerció como secretario general de Juventudes del partido por dos años. Desde 1970 hasta 1979, fue el secretario general Colegiado del APRA y en 1980 fue subsecretario. Finalmente en 1987 fue nombrado como secretario general del partido, cargo que desempeñaría hasta 1989. Junto a Alan García, Negreiros fue muy cercano al recordado Víctor Raúl Haya de la Torre y ante su muerte se lo perfiló como uno de los líderes naturales del partido, sin embargo, se mantuvo alejado del aprismo ante la elección de Alan García como candidato presidencial para las elecciones generales del año 1985.
En el año 2001, Luis Negreiros se reconcilió con García.

### Diputado Constituyente
En las elecciones constituyentes del año 1978, Negreiros decidió participar por primera vez en la política como candidato a la Asamblea Constituyente de 1978 convocada por Francisco Morales Bermúdez. Negreiros logró ser elegido como diputado constituyente y juramentando el 28 de julio del mismo año frente a Víctor Raúl Haya de la Torre, quien luego presidió dicha asamblea histórica.
Durante su gestión como constituyente, presidió la Comisión de Asuntos Sociales, Educacionales y Laborales, participando activamente en la elaboración del capítulo de la Constitución de 1979 concerniente al ámbito laboral.

### Diputado
En las elecciones generales de 1980, Negreiros integró la plancha presidencial de Armando Villanueva del Campo y postuló nuevamente como diputado representando a la ciudad del Callao. Fue solamente elegido como diputado por el Partido Aprista Peruano para el periodo parlamentario 1980-1985.
Culminando su gestión, Negreiros luego participó a la reelección como diputado pero esta vez representando a Lima Metropolitana para las elecciones parlamentarias de 1985. Fue nuevamente elegido, obteniendo 95,245 votos, para el periodo 1985-1990.

### Presidente de la Cámara de Diputados
Debido al triunfo de Alan García como presidente de la república, Luis Negreiros fue anunciado por la Célula Parlamentaria Aprista como el candidato oficialista para la presidencia de la Cámara de Diputados. Finalmente el 26 de julio de 1985, Luis Negreiros Criado fue elegido y juramentado como presidente de la Cámara de Diputados para el periodo legislativo 1985-1986.
Posteriormente ejerció como presidente de la Comisión de Trabajo y Seguridad Social.
Fue nuevamente reelegido en las elecciones de 1990 para el periodo 1990-1995, sin embargo, su cargo fue disuelto tras el nefasto autogolpe de estado decretado por el entonces presidente Alberto Fujimori. Negreiros fue perseguido junto a varios militantes apristas y custodiado en el BAP Aguirre.

### Congresista de la República
Tras la renuncia de Alberto Fujimori desde Tokio y la convocatoria a nuevas elecciones generales para el año 2001, Negreiros decidió volver al ámbito político y nuevamente se presentó como candidato al Congreso de la República por el Callao, logrando ser elegido como congresista por quinta vez con 33,781 votos para el periodo parlamentario 2001-2006.
Aquí promovió varias leyes como la de Estabilidad Laboral, Compensación por Tiempo de Servicio, Pensión Mínima, Gratificaciones de Julio y diciembre y entre otras.
Volvió a postular en las elecciones del año 2006 y fue nuevamente reelegido con 23,985 votos para el periodo 2006-2011.
Estuvo como miembro de varias comisiones parlamentarias y fue vocero de la Célula Parlamentaria Aprista.
En las elecciones parlamentarias del 2011, Negreiros volvió a postular al Congreso de la República, sin embargo, no tuvo éxito y se mantuvo alejado de la política.